# Glyphina pseudoschrankiana
Glyphina pseudoschrankiana är en insektsart som beskrevs av Frederick Frost Blackman 1989. Enligt Catalogue of Life ingår Glyphina pseudoschrankiana i släktet Glyphina och familjen långrörsbladlöss, men enligt Dyntaxa är tillhörigheten istället släktet Glyphina och familjen gömbenbladlöss. Arten är reproducerande i Sverige. Inga underarter finns listade i Catalogue of Life.